# Atyriodes pachiteae
Atyriodes pachiteae är en fjärilsart som beskrevs av Embrik Strand 1921. Atyriodes pachiteae ingår i släktet Atyriodes och familjen mätare. Inga underarter finns listade i Catalogue of Life.